# Accidente migrante de Gualaca
El accidente migrante de Gualaca sucedió en la madrugada del 15 de febrero de 2023 en la localidad de Los Planes, en el distrito de Gualaca, provincia de Chiriquí, al oeste de Panamá. Involucró un bus de pasajeros que transportaba a inmigrantes irregulares que venían de la provincia de Darién (provenientes de Sudamérica) y transportados al albergue de migrantes del Servicio Nacional de Migración ubicado cerca del suceso; estos migrantes luego serían conducidos hasta la frontera con Costa Rica y recorrer luego Centroamérica, rumbo a Estados Unidos.

El conductor del bus perdió el control al pasarse la entrada del albergue e hizo un giro en U indebido, colisionando con otro vehículo y cayendo a un precipicio. Un total de 42 personas fallecieron en el lugar y dejó una veintena de heridos, convirtiéndose en la peor tragedia vial en la historia de Panamá.

## Reacciones
- El presidente de Panamá Laurentino Cortizo lamentó el suceso y brindó la disposición del gobierno panameño en atender a los sobrevivientes.[5]
- El canciller de Cuba, Bruno Rodríguez Parrilla, expresó sus condolencias tomando en consideración de que hay cubanos entre los migrantes afectados.[3]
- El Ministerio de Relaciones Exteriores y Movilidad Humana de Ecuador ha expresado mediante un comunicado su preocupación por el suceso,[6] y han confirmado que 7 heridos provienen de Ecuador.[7]
- El papa Francisco envió un telegrama dando sus condolencias a las víctimas.[8]